# Rund um die Hainleite 1952
Rund um die Hainleite 1952 war die 38. Austragung des seit 1907 ausgefahrenen deutschen Eintagesrennens. Es fand am 22. Mai mit Start und Ziel in Erfurt statt. Diese Strecke war 215 Kilometer lang.

## Rennverlauf
Die BSG Post Erfurt war wie im Vorjahr Organisator des Eintagesrennens von und nach Erfurt. Die Fahrer der Leistungsklasse der DDR hatte acht Minuten Vorgabe aufzuholen. Auf dem Kyffhäuser waren die letzten Vorgabefahrer noch vorn, Bruno Zieger konnte sich die Bergprämie sichern. Bei Mühlhausen hatte sich dann eine Spitzengruppe mit neun Fahrern gebildet. Hinter Gotha konnten sich dann Weber, Gothe und Stoltze absetzen, zu denen dann noch Meister nach Reifendefekt auffahren konnte. Meister fuhr direkt an der Spitzengruppe vorbei und erreichte das Ziel als Solist.
| 01. | Lothar Meister I | BSG Dwigatel Chemnitz    | 6:52:30        |     |     |     |     |
| 02. | Werner Weber     | BSG Dwigatel Chemnitz    | + 0:30 Minuten |     |     |     |     |
| 03. | Alfred Gothe     | BSG Lokomotive Magdeburg | + 0:30 Minuten |     |     |     |     |
| 04. | Georg Stoltze    | BSG Lokomotive Erfurt    | + 0:30 Minuten |     |     |     |     |
| 05. | Erich Schulz     | BSG Post Berlin          | + 4:41 Minuten |     |     |     |     |
| 06. | Beuster          | BSG Rotation Berlin      | + 4:41 Minuten | 0 … | 0 … | 0 … | 0 … |